# Vernon Stouffer
Vernon Stouffer (22 août 1901 à Cleveland - 26 juillet 1974) était un homme d'affaires américain qui posséda des chaines nationales de restauration et d'hotellerie. Il joua un rôle important dans le développement de la congélation alimentaire. Sa société, la Stouffer Corp., est évaluée à 120 millions de dollars en 1967 quand elle fusionne avec Litton Industries.
Dans le domaine sportif, Vernon Stouffer est propriétaire de la franchise de baseball des Cleveland Indians de 1966 à 1972.